# Карсакпайський мідеплавильний завод
Карсакпайський мідеплавильний завод – колишній виробничий майданчик з випуску міді в Улитауській області Казахстану.
В 1912 році іноземні інвестори, що діяли через АТ «Атбасарские медные копи» вирішили спорудити в Карсакпаї Спаський мідеплавильний завод потужністю 5 тисяч тон на рік. Доставку сюди обладнання провели за в 1914 – 1917 роках за один рейс із використанням пересувної залізничної ділянки завдовжки 13 км. Вантажі доправили на найближчу до майбутнього заводу станцію Жосали, розташовану за 375 км від Карсакпаю. Далі 5 паротягів та 278 вагонів, які разом мали довжину біля 2,5 км, завели на колію пересувної ділянки, яку почали рухати до місця призначення розбираючи рельси позаду та перекладаючи їх перед вагонами. Окрім власне обладнання таким чином доставили рельси для залізниці з вузькою колією завдовжки 120 км, яку проклали по трасі Байконур – Карсакпай – Жезказган – по ній до Карсакпаю повинні були доправляти необхідні для роботи заводу мідну руду Жезказганських копалень та вугілля з Байконуру. Втім, через встановлення комуністичної влади запустити виробництво так і не вдалось.
Карсакпайський завод ввели в дію лише у 1928-му, використавши відновлене та додатково замовлене обладнання. Він мав потужність у 7 тисяч тон міді на добу та з 1929-го працював у зв’язці з відкритою у Карсакпаї збагачувальною фабрикою, здатною приймати 250 тон руди на добу. В подальшому потужність майданчику зросла, так, вже у 1931-му на збагачувальній фабриці змонтували додаткову секцію, що збільшила продуктивність до 550 тон на доуб (180 тисяч тон на рік). Що стосується виплавки міді, то в 1941-му вона склала 7 тисяч тон, а в 1957-му вже досягнула 25 тисяч тон (плюс 23 тони срібла). В 1964-му завод випустив 29 тисяч тон міді.
В 1954-му на тлі масштабного розвитку Жезказганського родовища почала роботу потужна Жезказганська збагачувальна фабрика, що, втім, не призвело до припинення збагачення руди у Карсакпаї. Вирішальним для карсакпайського майданчику став запуск в 1971-му на порядок потужнішого Жезказганського мідеплавильного заводу. Ще два роки з Карсакпаю продовжували постачати туди чорнову мідь, проте в 1973-му Жезказганський завод на додачу до електролітичного отримав плавильне виробництво, що означало закриття мідеплавильного напрямку в Карсакпаї.
В подальшому на карсакпайському майданчику організували виробництво чавунного лиття для потреб Жезказганського гірничо-металургійного комбінату (Карсакпайський завод увійшов до його складу ще в 1940 році), а на початку 2020-х прийняли рішення про закриття (консервацію) виробництва у Карсакпаї.